# Abdul Halim Sadulajew
Scheich Abdul-Halim Abu-Salamowitsch Sadulajew (tschetschen.: Садулин Абусаламин кант Абдулхалим, russisch Шейх Абдул-Халим Абусаламович Садулаев; * 1967 in Argun, Tschetschenien, Sowjetunion; † 17. Juni 2006 ebenda) war von 2005 bis zu seinem Tod Anführer  islamistischer Gruppierungen in der Kaukasusrepublik Tschetschenien.

## Leben
Sadulajew wurde 1967 in Argun in Tschetschenien geboren und war vor seinem Aufstieg zur Macht wenig bekannt. Er war ein Feldkommandant der Separatisten im Ersten Tschetschenienkrieg von 1994 bis 1996. In der kurzen Friedensperiode zwischen dem ersten und zweiten Krieg fungierte er als Fernsehprediger und Milizkommandant.
Laut tschetschenischen Quellen wurde Sadulajew von Aslan Maschadow als Anführer der tschetschenischen Separatisten im Falle seines Todes ernannt. Er trat seine Funktion im März 2005 an. Kurz nach Maschadows Tod im März 2005 verlautbarten Stellen der tschetschenischen Rebellen, dass Abdul Halim den Platz seines Vorgängers eingenommen hatte. Dieser Vorgang wurde auch durch den Anführer des islamistischen Flügels der Rebellen Schamil Bassajew bestätigt.

## Politik
Als neuer Führer der Separatisten beendete er die Politik seines Vorgängers, Verhandlungen mit Russland anzustreben. Er begann den Krieg in die benachbarten kaukasischen Nachbarrepubliken auszuweiten. Durch Quellen der Separatisten wird die angebliche Ermordung seiner Ehefrau durch russische Truppen im Jahre 2003 auch als Grund für seine antirussische Haltung angegeben.

## Tod
Am 17. Juni 2006 wurde Sadulajew in seiner Heimatstadt Argun durch russische Sondereinsatzkräfte aufgespürt und getötet. Sein Nachfolger als tschetschenischer Separatistenführer wurde Doku Umarow.